# Hazard Park

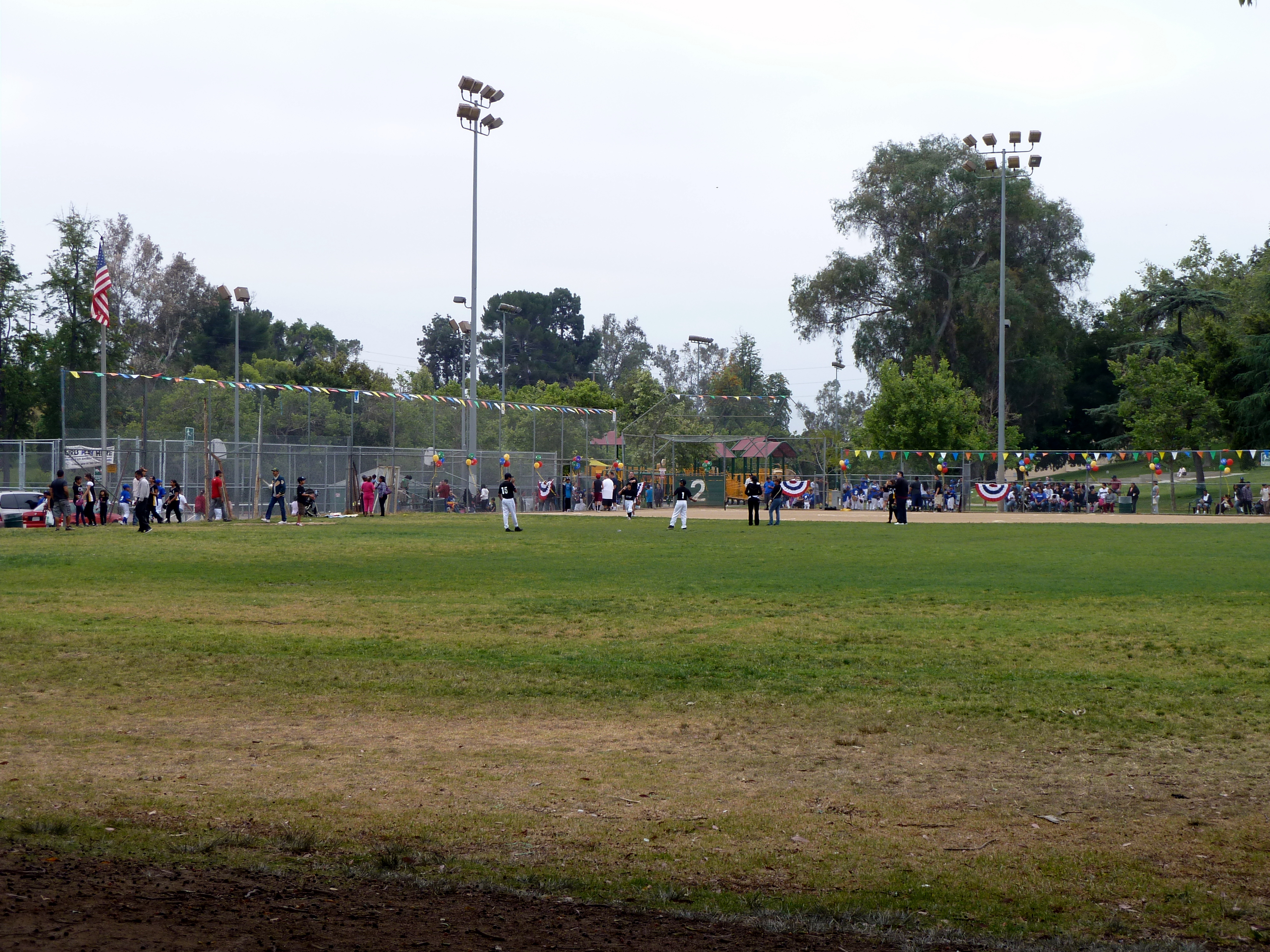
Hazard Park

Le Hazard Park est un parc public de la ville de Los Angeles.
Il est situé au 2230 Norfolk St dans le quartier Boyle Heights, et sa superficie est de 10,7 ha.
Le parc doit son nom à Henry T. Hazard (1844-1921), maire de la ville de Los Angeles entre 1889 et 1892.
Un équipement spécifique pour la pratique du skateboard y a été ouvert en 2014.